# Jodis spumifera
Jodis spumifera là một loài bướm đêm trong họ Geometridae.